# Лью Лэндерс
Лью Лэндерс, или Ландерс (при рождении носил имя Луи Фридландер, 2 января 1901 г. — 16 декабря 1962 г.) — независимый американский режиссёр кино и телевидения, один из создателей классической стилистики фильмов ужасов 1930-40 годов.

## Биография
Луи Фридландер родился в Нью-Йорке, где начал свою карьеру в кино как актёр под именем Лью Лэндерс. В 1914 году он появился в двух запоминающихся картинах: драме Д. У. Гриффита «Побег» и короткометражной комедии — «Две булавки против Глена Уайта», под именем при рождения. Он начал снимать фильмы в 1930-х годах, один первых стал известный триллер Бориса Карлофа/Бела Лугоши «Ворон» (1935). Выпустив ещё несколько картин, он сменил своё имя на Лью Лэндерс и продолжил создавать фильмы (всего более 100) в самых разных жанрах, в том числе вестерны, комедиях и фильмах ужасов. В течение своей карьеры он работал в каждой крупной киностудии Холливуда, а также во многих второстепенных. В 1950-х годах он начал чередовать свою работу над фильмами с режиссурой сериалов (в том числе он снял два эпизода «Приключений Супермена», которые были сняты на черно-белую плёнку в течение недели).
16 декабря 1962 года Ландерс умер от сердечного приступа. Его могила находится в Часовне Крепости Пайнс.

## Интересные фаекты
Актёр Джим МакКрелл сыграл репортёра телевизионных новостей под именем «Лью Ландерс» в двух фильмах режиссёра Джо Данте, «Вой» (1981) и «Гремлины» (1984).

## Избранная фильмография
- Ворон  (1935)
- Без ордеров  (1936)
- Ночная официантка  (1936)
- Жизнь в любви  (1937)
- Вы не можете купить удачу  (1937)
- Человек, который нашёл себя  (1937)
- Они хотели жениться  (1937)
- Аннабель совершает тур  (1938)
- Закон подземного царства  (1938)
- Разгром рэкета  (1938)
- Небесный гигант  (1938)
- Осуждённые женщины  (1938)
- Плохие земли  (1939)
- Заговор  (1939)
- Девушка и игрок  (1939)
- Двенадцать переполненных часов  (1939)
- Лыжный патруль  (1940)
- Назад в седло  (1941)
- Подводный рейдер  (1942)
- Атлантический конвой  (1942)
- Псевдоним Бостонский Блэки  (1942)
- Возвращение вампира  (1943)
- После полуночи с Бостонским Блэки  (1943)
- Чёрный парашют  (1944)
- Призрак, который идёт один  (1944)
- Сила Свистуна  (1945)
- Маска Дижона  (1946)
- Правда об убийстве  (1946)
- Долина Смерти  (1946)
- Прокурор  (телесериал, 1947-48)
- Приключения Галант Бесс  (1948)
- Берберский пират  (1949)
- Дэви Крокетт, индийский разведчик  (1950)
- Пенитенциарное учреждение (1950)
- Агент по доходам  (1950)
- Последний пират  (1950)
- Волшебный ковер  (1951)
- Остров ураганов  (1951)
- Терри и пираты  (сериал, 9 эпизодов, 1953)
- Капитан Джон Смит и Покахонтас  (1953)
- Инцидент Танжера  (1953)
- Мужчина в темноте  (1953)
- Рассказы о рейнджерах Техаса  (10 эпизодов, 1955—1957)
- Испуганный  (1963)